# Galileo Mystery
Galileo Mystery war ein Ableger des Magazins Galileo. Produziert wurde es wie Galileo vom deutschen Fernsehsender ProSieben.

## Konzept
Galileo Mystery wurde seit dem 19. Januar 2007 in unregelmäßigen Abständen freitags nach einem Spielfilm auf ProSieben ausgestrahlt. Insgesamt wurden 68 Folgen gedreht. Das Sendeformat wurde 2009 eingestellt. Die Produktion übernahm Story House-Productions, eine 50-prozentige Tochter von Spiegel TV.
Im Gegensatz zu Galileo befasst sich die von Aiman Abdallah begleitete Sendung nicht mit Themen des Alltags, sondern mit historischen oder mystischen Ereignissen oder Personen. Teilweise wurde dabei das Thema des vorangegangenen Spielfilms aufgegriffen, so trug die erste Folge nach dem Spielfilm The Da Vinci Code – Sakrileg den Titel Da Vinci Code – Auf der Suche nach dem Heiligen Gral.
Aiman Abdallah und sein Team, Journalist und Historiker Jochen Voit sowie die Psychologin und Wissenschaftsjournalistin Sibel Balta bereisten dabei angebliche Schauplätze wichtiger Ereignisse und durchsuchten historische Aufzeichnungen auf der Suche nach neuen Fakten.
Die Stimme aus dem Off, die die Fragestellungen der Sendungen formulierte, war meistens Joachim Kerzel, die Synchronstimme von Jack Nicholson. Teilweise ist jedoch auch Klaus-Dieter Klebsch zu hören.
Fast in jeder Folge wird ein spannungserzeugendes Experiment zu diesem Thema ausgeführt. Oft werden Gegenüberstellungen herangezogen (wie z. B. in Folge 3 – Ninjas: Ein Ninja wird mit einem modernen Elitesoldaten verglichen oder in Folge 56 – Gladiatoren: Ein antiker Gladiator wird mit einer heutigen Polizeispezialeinheit verglichen).

## Kritik
Kritisiert wurde das Sendeformat etwa von Spiegel Online, das Galileo Mystery unter anderem einen „reißerischen“ und „pseudo-dokumentarischen Stil“ vorwirft. Außerdem wird kritisiert, dass trotz anfänglicher Ankündigungen der Entdeckung bisher unbekannter Geheimnisse, im Endeffekt doch keine neuen Erkenntnisse aufgezeigt werden.
Das Ergebnis der Fragestellung wird oft mit äußerst fragwürdigen Pseudobeweisen untermauert, welche zum Beispiel die Existenz des Jenseits (Folge 22) oder die Macht des Bermudadreiecks (Folge 46) belegen sollen. Oft werden Gegenüberstellungen herangezogen, häufig werden sie nur von einer Seite beleuchtet und die dann erhaltene Betrachtungsweise wird als die einzige Wahrheit ausgegeben bzw. es wird der letztendliche Ausgang als gegeben angesehen. So weiß man heute beispielsweise sehr wenig über Kampftechniken und Strategien der Gladiatoren, was eine Gegenüberstellung nahezu unmöglich und auch nicht ersichtlich macht.
Die schauspielerische Leistung Abdallahs wurde dabei ebenfalls kritisiert. Der Tagesspiegel berichtet, dass der Historiker Jochen Voit die zum Teil vorgefertigten Texte lediglich auf Korrektheit prüfte, bevor er sie vortrug. Unter anderem wird Galileo Mystery von Switch reloaded parodiert, wo Bernhard Hoëcker, Martina Hill und Michael Kessler das Team und seine Arbeitsweise ins Absurde führen.

## Episoden
| Episode | Titel                                                              | Erstausstrahlung   |
| ------- | ------------------------------------------------------------------ | ------------------ |
| Pilot   | Da Vinci Code – Auf der Suche nach dem Heiligen Gral               | 18. Mai 2006       |
| 01      | König Artus                                                        | 19. Januar 2007    |
| 02      | Wiedergeburt – Haben wir alle schon einmal gelebt?                 | 26. Januar 2007    |
| 03      | Ninjas                                                             | 2. Februar 2007    |
| 04      | Tickt die Magmabombe unter uns?                                    | 16. Februar 2007   |
| 05      | Die Jagd nach dem Wolfskind                                        | 23. Februar 2007   |
| 06      | La Palma – Der nächste 11. September?                              | 2. März 2007       |
| 07      | Das Geisterschiff                                                  | 16. März 2007      |
| 08      | Der große Postraub                                                 | 23. März 2007      |
| 09      | Die Jesus-Verschwörung                                             | 6. April 2007      |
| 10      | War Jack the Ripper ein Deutscher?                                 | 13. April 2007     |
| 11      | Das Mädchen aus dem Moor                                           | 20. April 2007     |
| 12      | D'Artagnan und das Geheimnis der eisernen Maske                    | 27. April 2007     |
| 13      | Das Geheimnis der Werwölfe                                         | 4. Mai 2007        |
| 14      | Robin Hood – Held oder Schurke?                                    | 11. Mai 2007       |
| 15      | Waren wir wirklich auf dem Mond?                                   | 18. Mai 2007       |
| 16      | Das größte Geheimnis des Wilden Westens: Der Tod von Billy the Kid | 8. Juni 2007       |
| 17      | Mordkomplott im Vatikan                                            | 15. Juni 2007      |
| 18      | Exorzismus – Teufelsjagd in Deutschland                            | 22. Juni 2007      |
| 19      | Akte Psi – Können Hellseher Verbrechen klären?                     | 29. Juni 2007      |
| 20      | Die Hure der Päpste                                                | 6. Juli 2007       |
| 21      | UFOs – Sind sie wirklich gelandet?                                 | 14. September 2007 |
| 22      | Wie sieht das Jenseits aus?                                        | 21. September 2007 |
| 23      | The Core – Die wahre Geschichte                                    | 5. Oktober 2007    |
| 24      | Prophezeiungen                                                     | 12. Oktober 2007   |
| 25      | Die Macht der Flüche                                               | 26. Oktober 2007   |
| 26      | Gibt es Zombies wirklich?                                          | 2. November 2007   |
| 27      | Todesmeteorit über Berlin                                          | 9. November 2007   |
| 28      | Wetter – Die gefährlichste Waffe der Welt                          | 16. November 2007  |
| 29      | Kampfmaschine Körper                                               | 30. November 2007  |
| 30      | Roswell – Der Absturz der Außerirdischen                           | 14. Dezember 2007  |
| 31      | Geister und Gespenster – Was steckt hinter dem Spuk?               | 4. Januar 2008     |
| 32      | Bigfoot – Auf der Jagd nach dem Affenmenschen                      | 11. Januar 2008    |
| 33      | Die Suche nach der Superwaffe                                      | 18. Januar 2008    |
| 34      | Frankenstein – Die wahre Geschichte                                | 1. Februar 2008    |
| 35      | Können Schlafwandler morden?                                       | 8. Februar 2008    |
| 36      | Vampire – Die wahre Geschichte der Blutsauger                      | 15. Februar 2008   |
| 37      | Das Uri-Geller-Wunder – Übersinnliche Phänomene im Test            | 22. Februar 2008   |
| 38      | Wiedergeburt II – Haben wir alle schon einmal gelebt?              | 28. März 2008      |
| 39      | Wehr Dich! – Die Kunst der Selbstverteidigung                      | 4. April 2008      |
| 40      | Kraftpaket Körper – Was Menschen leisten können                    | 11. April 2008     |
| 41      | Die Unbesiegbaren – Der perfekte Mix der Kampfkünste               | 18. April 2008     |
| 42      | Ist beamen möglich? Die Wahrheit über das Philadelphia-Experiment  | 25. April 2008     |
| 43      | Männer am Limit – Das Geheimnis der Elitesoldaten                  | 9. Mai 2008        |
| 44      | Das Böse – Steckt der Teufel in jedem von uns?                     | 16. Mai 2008       |
| 45      | Dunkle Ahnungen – Das Geheimnis der inneren Stimme                 | 23. Mai 2008       |
| 46      | Das Bermuda-Dreieck                                                | 11. Juli 2008      |
| 47      | Der wahre Bibelcode-Thriller                                       | 1. September 2008  |
| 48      | Astrologie                                                         | 12. September 2008 |
| 49      | Prophetische Träume                                                | 24. Oktober 2008   |
| 50      | Der echte Q – So entsteht ein James-Bond-Auto                      | 7. November 2008   |
| 51      | Wunder oder Betrug – Geistheiler im Test                           | 14. November 2008  |
| 52      | Die Kraft des Geistes                                              | 21. November 2008  |
| 53      | Kinderkreuzzüge                                                    | 26. Dezember 2008  |
| 54      | Jeanne d’Arc                                                       | 7. Januar 2009     |
| 55      | Samurai                                                            | 16. Januar 2009    |
| 56      | Telepathie                                                         | 20. Februar 2009   |
| 57      | Gladiatoren                                                        | 13. März 2009      |
| 58      | Die Heldenformel                                                   | 27. März 2009      |
| 59      | Shaolin-Mönche                                                     | 3. April 2009      |
| 60      | Geisterfotografien                                                 | 24. April 2009     |
| 61      | Verschwörungstheorien                                              | 8. Mai 2009        |
| 62      | Das Geheimnis der Schönheit                                        | 15. Mai 2009       |
| 63      | Das UFO von Rendlesham Forest in England                           | 5. Juni 2009       |
| 64      | Die Suche nach dem 6. Sinn                                         | 12. Juni 2009      |
| 65      | Die Macht der Hypnose                                              | 10. Juli 2009      |
| 66      | Welche Kampftechnik ist die beste aller Zeiten?                    | 14. August 2009    |
| 67      | Die spektakulärsten Hollywood-Stunts                               | 21. August 2009    |
| 68      | Wie knackt man eine Spielbank                                      | 25. September 2009 |

## Merchandise
2007 produzierte der Verlag Clementoni ein Brettspiel zum Fernsehformat. Dabei handelte es sich um ein Quizspiel im Stile von Trivial Pursuit mit Fragen zu den Inhalten der Fernsehsendung.
Begleitend zur Serie wurde außerdem eine Hörbuchreihe mit dem Titel Galileo Mystery: Was sie noch wissen wollten veröffentlicht, die weiterführende Inhalte zu den jeweiligen Sendungen präsentierte. Aiman Abdallah sprach die einleitenden Worte zu den von NFP musicas verlegten Reihe. Die zehn Folgen sind im Einzelnen:
- König Artus – Die Wahrheit hinter der Legende
- Der König der Piraten – Der wahre Fluch der Karibik
- Die Legende der Päpstin – Der Papst, der Johanna hieß
- Jack the Ripper – Das Geheimnis wird gelüftet
- Sakrileg – Die Suche nach dem Heiligen Gral
- Wiedergeburt – Das Leben nach dem Tod
- Wolfskind – Das Tier im Mensch
- Supervulkane – Die tickende Magmabombe unter uns
- Verschwörung – Das Geheimnis um den Tod Jesu
- Ninjas – Die dunklen Kampfgötter

2009 erschien ein Computerspiel namens Galileo Mystery: Die Krone des Midas, das von SevenOne Intermedia produziert wurde. Dabei handelte es sich um ein Point-and-Click-Adventure. Das Spiel erschien für Wii, Nintendo DSi und Playstation 2.